# Menachem Bello
Menachem ”Miko” Bello (hebraisk: מנחם בלו) (født 26. december 1947 i Tel Aviv, Britisk Palæstina) er en israelsk tidligere fodboldspiller (forsvarer).
Bello spillede gennem sin karriere 57 kampe for Israels landshold. Han var en del af landets trup til VM 1970 i Mexico, og spillede én af israelernes tre kampe i turneringen.
På klubplan spillede Bello hele sin karriere, fra 1963, til 1982, hos Maccabi Tel-Aviv i sin fødeby. Han vandt en lang række titler med klubben, heriblandt fem israelske mesterskaber og to udgaver af de asiastiske mesterskaber.

## Titler
Israelsk mesterskab
- 1968, 1970, 1972, 1977 og 1979 med Maccabi Tel-Aviv

Israelsk pokalturnering
- 1964, 1965, 1967, 1970 og 1977 med Maccabi Tel-Aviv

Asiatisk mesterskab
- 1967 og 1969 med Maccabi Tel-Aviv